# ブレンナー線

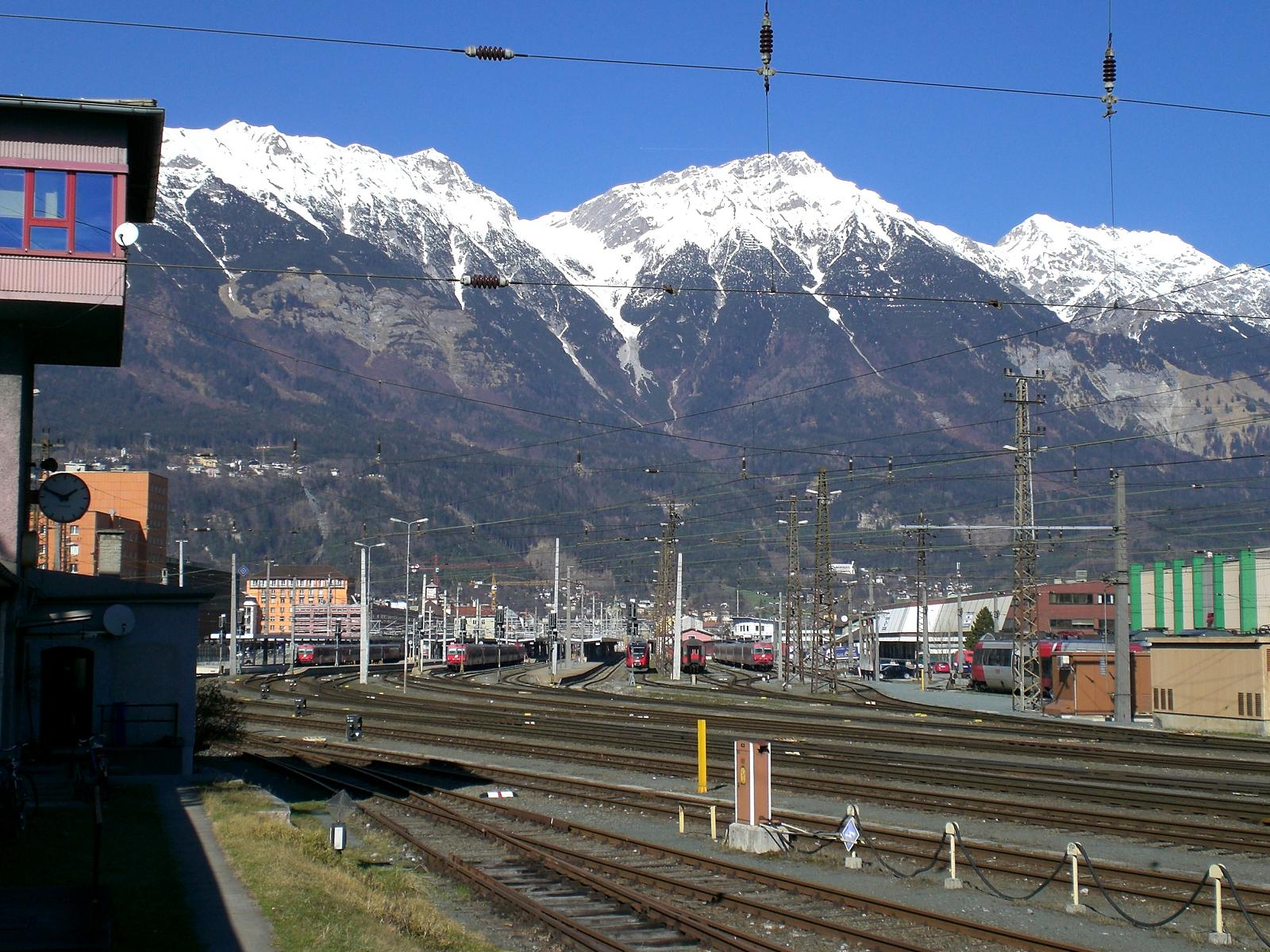
オーストリア側のインスブルック中央駅

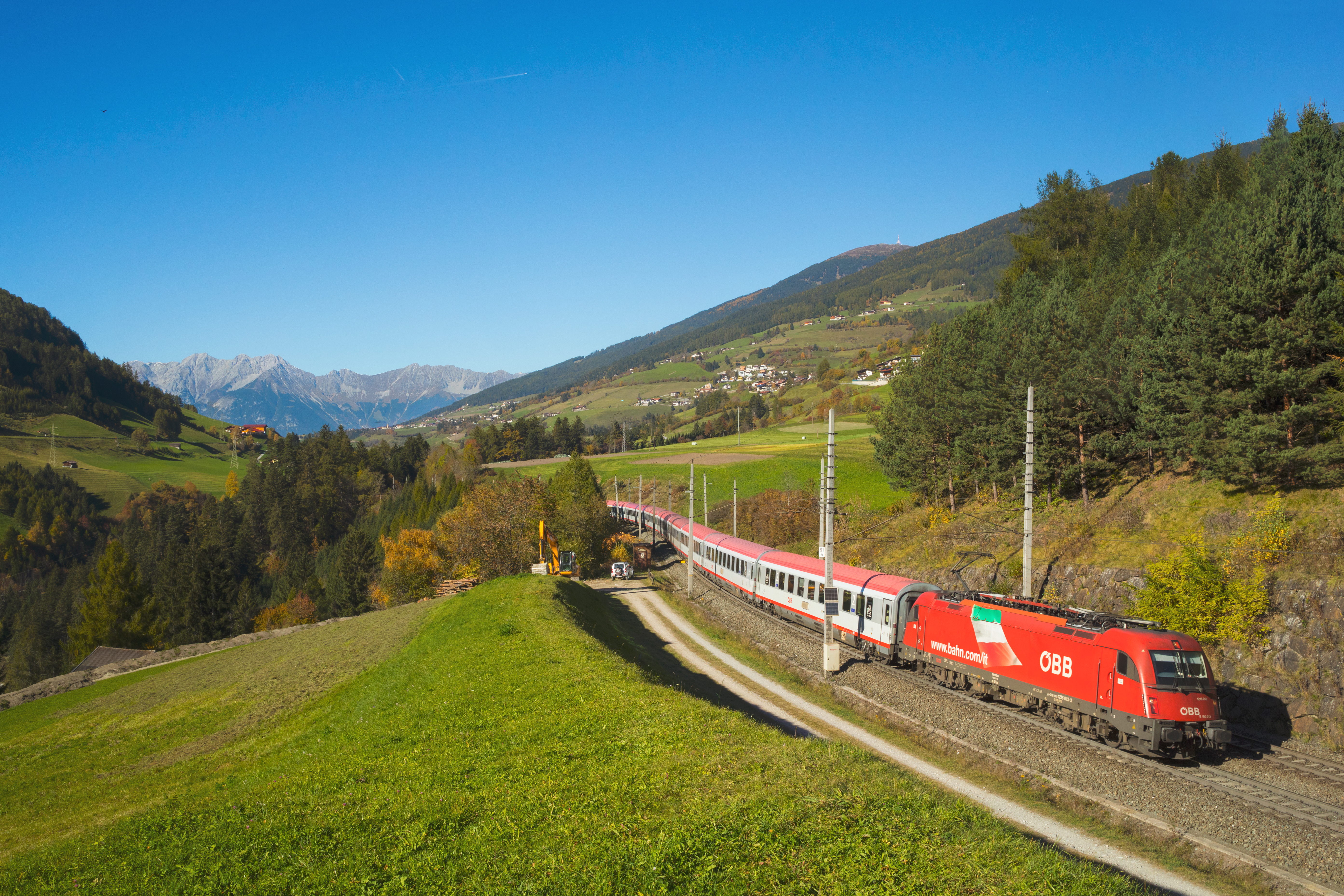
ブレンナー峠を越えるユーロシティ列車

ブレンナー線（ドイツ語: Brennerbahn、イタリア語: Ferrovia del Brennero）は、オーストリア共和国チロル州インスブルックのインスブルック中央駅からブレンナー峠を経てイタリア共和国ヴェネト州ヴェローナのヴェローナ・ポルタ・ヌオーヴァ駅に至る鉄道路線である。欧州横断ネットワーク（TEN-T）の1号線（ベルリン - ミュンヘン - ローマ - パレルモ）の一部を構成する。

## 沿線概況
最大勾配は31‰、最小半径は264mである。最高地点は標高1,371mのブレンナー峠であり、オーストリア連邦鉄道とイタリア鉄道の境界であると同時に電化方式もオーストリア側は交流 15 kV 16.7 Hz、イタリア側は直流 3,000 Vと異なっている。
列車はインスブルック中央駅を出発すると、すぐアールベルク線との分岐点を経て南の方へ向かう。この路線はベルクイゼル丘をトンネルで貫通し、ジルス峡谷に並行してヴィプタールに至る。列車はウンターベルク駅とパツシュ駅を通過し、シュタイナッハ駅に到着する。聖ヨードク村でこの路線は湾曲部で高地に到達し、列車はシュミルン谷及びファルゼル谷を通過する後、山の上り坂に走行する。次の乗降場はグリース駅であり、この路線は突き出る岩壁の底を経てブレンナー湖旧駅へ続く。
境界駅のブレンネロ駅 (ブレンナー駅) には両電流システムの分離地点と建設総監督のカール・エツェル (Karl von Etzell, 1812~1865) の彫像がある。 
ブランネロ温泉旧駅で、1999年新たに完工されたフレレストンネルの方向の新線は旧線と分岐する。列車はゴッセンザース駅からヴィピテノー＝ヴァル・ディ・ヴィッツェ駅を経てフォルテッツァ駅に到着して、その駅でプステリア谷線が分岐する。次には急な勾配のフォルテッツァ - ブレッサノーネ区間が続く。列車はその以後イザルコ川を沿ってボルツァーノ駅まで走行し、その区間に別の急勾配はない。ポンテ・ガルデナ＝ライオン - ボルツァーノ区間には1990年代から二つの長いトンネルが建設されている。
ボルツァーノ駅以南に列車はアディジェ川流域の広い平面に入って、その川を二度渡る。メッツォコローナ駅の南にメッツァーナ方面の狭軌線がこの路線の上に交差し、トレント駅までこの路線に並行する。列車は続いて1990年代に建設されたセライノトンネルを通じてヴェローナ峠を遠回りする。ヴェローナ・ポルタ・ヌオヴァ駅の直前にミラノ - ヴェネツィア線が聖マッシモ分岐点でこの路線に合流し、その駅でミラノ及びボローニャ方面の列車が停車する。

## 歴史

### チロル鉄道および南部鉄道
オーストリア＝ハンガリー帝国時代の19世紀半ばにチロル地方と北イタリアのロンバルド＝ヴェネト王国を結ぶ鉄道路線として計画されたのが始まりである。最初に建設されたのはヴェローナ - トリエント間であり、1859年3月23日に開通した。同年5月16日にはトリエント - ボーツェン区間がアディジェ川のとなりに伸びる区間として完工された。この区間は南北チロル鉄道（ドイツ語: Nord- und SüdTiroler Staatsbahn）によって建設されたが、1859年初頭にオーストリア南部鉄道に移管された。
1860年代初めに帝国特任南部鉄道は皇帝フランツ・ヨーゼフ1世の勅令によりブレンナー鉄道の建設について委託された。技術業務はカール・エツェル（Karl von Etzel, 1812~1865）が監督して、予備作業は1861年5月に開始された。1863年の期間にエツェルのプロジェクトは商工省から許可されて、プロジェクトの具体化、費用算定、測量が完了した。1864年2月23日に起工式がベルギゼルトンネルの工事現場で開催された。アヒレス・トメン（Achilles Thommen, 1832~1893）は建設監督として線路の線形設計と建設を担当した。エツェルの死後、1865年にトメンはヴィルヘルム・プレッセル（Wilhelm Pressel, 1821~1902）と共に鉄道建設を指揮して、ループ線形トンネルが鉄道建設の場合に最初に適用された。1867年5月8日に初の列車がベルギゼルトンネルを通過して、同年7月12日にカルダウン鉄道橋が最後の大形構造物として完工された。1867年8月17日から貨物列車がインスブルック - ボーツェン区間で走行して、同月24日に旅客列車が初めに通行した。開通当時はメキシコ皇帝の死の哀悼期間であったので、開通の祝いは開催されなかった。一方イタリアは1866年第三次独立戦争の際にベネチアを奪回して、アラ駅が境界駅となった。ブレンナー線はゼメリング区間に続いてオーストリア＝ハンガリー帝国第二の山岳路線になるとともに、アルプス山脈を縦断する初めての路線となった。
ブレンナー線は最初から複線用路盤で建設されたものの、線路は費用問題のため単線で設置された。複線の改修は開通直後に開始され、1908年に完成した。1899年ごろシュトゥバイ谷に分岐線を建設する計画が立てられたが、1904年にシュトゥバイ谷線がメーターゲージで代わりに完工された。

### イタリア国鉄
1866年2月にヴェロナ - チロル国境線の39 km区間はイタリアにより引き受けられた。
第一次世界大戦後の1919年にサン＝ジェルマン条約によりイタリアはトレンティーノ＝アルト・アディジェ州を獲得し、国境線はブレンネロ（ブレンナー）峠に移動した。トレント - ブレンネロ間は1929年から1934年にかけて、16 2/3 Hz 3,600 Vの三相交流の設備で電化された。
イタリア国鉄は1941年ヴェロナ - トレント区間の全力システムを3000 V直流に再調停した。1952年にトレント - ボルツァーノ区間の設備が、1965年にボルツァーノ - ブレンネロ区間の設備が直流電化に置き換わった。
1994年にスチリアルトンネルが、1999年にフレレストンネルがそれぞれ完工された。トンネルの完工以降、多数の曲線区間と相対的に短い既存トンネルは置き換わった。
2006年8月にイタリアの区間の保安システムは列車走行制御システム（Sistema di Controllo della Marcia del Treno, SCMT）で設備されて、保安装置はETCSレベル1と対応可能となった。

### オーストリア連邦鉄道
1923年にオーストリア連邦鉄道はインスブルック - ブレンナー国境線区間を引き受けた。1934年にブレンナー湖駅 - イタリアのブランネロ駅区間にBBÖは電車線を設置して、それで電化工事は完全に終わった。その前には、オーストリアのインスブルック - ブレンナー湖区間は単相交流の施設で備えられて、その電車線がイタリアの駅まで拡張できなかった。
1938年のオーストリア併合以降、オーストリアの部分はドイツ国営鉄道に編入されて、ミュンヘン管理局の管轄下に入った。1945年以降連邦鉄道は再建されて、インスブルック - ブレンネロ国境線区間はインスブルック管理局所属に戻った。
1993年に二重システムのÖBB1822形電気機関車が最初に投入されて、連続運行はブレンネロ駅で機関車交換なしに可能となった。1994年にはクフシュタイン - インスブルック線に接続する形でインスブルック短絡線が開通した。

## 今後
ブレンナー峠を経由する貨物列車の増加に伴い線路容量が不足していること、さらに急勾配・急曲線の存在、電化方式の違いによるブレンナー駅での機関車の付け替えなどなら両国間の移動における表定速度は低い状態にある。これらの事情からフォルテッツァとインスブルックを結ぶ全長55kmのブレンナーベーストンネルの建設工事が行われている。

## 運行形態
トレンティーノ＝アルト・アディジェ州における区間は南チロルモビル（独: Südtirolmobil、伊: altoadigemobilitá）の運賃システムにより管理される。インスブルック - ブレンネロ間はチロル運輸連合（Verkehrsverbund Tirol）の運賃システム適用区間である。
- EC: ミュンヘン - ローゼンハイム - クーフシュタイン - インスブルック - ブレンネロ - フォルテツァ - ボルツァーノ - トラント - ヴェローナ（ボロニャ/ベネツィア）。120分間隔。
- Sバーン（S3）: インスブルック - シュタイナッハ（- 聖ヨードック - グリース - ブレンネロ）。60分間隔。列車はほとんどインスブルックからクーフシュタイン方面にS5系統あるいはREX2系統として運行される[8]。